# エリック・ドゥルム
エリック・ドゥルム（Erik Durm, 1992年5月12日 - ）は、ドイツ・ピルマゼンス出身の元サッカー選手。現役時代のポジションはディフェンダー、ミッドフィールダー。
エリック・デュルムと表記されることもある。

## 経歴

### クラブ
2008年から1.FCザールブリュッケンのユースチームに所属し、2009-2010シーズンにはユースリーグでトップとなる13得点を記録した。2010年7月、1.FSVマインツ05に移籍し、セカンドチームでプレーした。
2012年の夏、ボルシア・ドルトムントに移籍した。2013年8月10日、FCアウクスブルク戦でブンデスリーガデビューを果たした。
2018年7月13日、プレミアリーグ・ハダースフィールド・タウンFCに1年契約で加入することが発表された。
2019年7月4日、アイントラハト・フランクフルトにフリートランスファーで加入し、2023年までの契約を結んだ。
2022年6月22日、1.FCカイザースラウテルンに移籍した。
2024年1月24日、現役引退を表明した。

### 代表
ドイツ代表として各年代でプレーした。2014年6月1日のカメルーン戦でA代表デビューし、同年にブラジルで開催された2014 FIFAワールドカップの代表メンバーに選出された。

## 代表歴

### 出場大会
- ドイツ代表
  - 2014 FIFAワールドカップ

### 試合数
- 国際Aマッチ 7試合 0得点（2014年）[11]

| ドイツ代表 | 国際Aマッチ | 国際Aマッチ |
| 年         | 出場        | 得点        |
| ---------- | ----------- | ----------- |
| 2014       | 7           | 0           |
| 通算       | 7           | 0           |

## タイトル

### クラブ
ボルシア・ドルトムント
- DFLスーパーカップ：2回 (2013, 2014)
- DFBポカール：1回 (2016-17)

アイントラハト・フランクフルト
- UEFAヨーロッパリーグ：1回 (2021-22)

### 代表
ドイツ代表
- FIFAワールドカップ：1回 (2014)